# Паркеш
Паркеш (рум. Parcheș) — село у повіті Тулча в Румунії. Входить до складу комуни Сомова.
Село розташоване на відстані 214 км на північний схід від Бухареста, 17 км на захід від Тулчі, 115 км на північ від Констанци, 49 км на південний схід від Галаца.

## Населення
За даними перепису населення 2002 року у селі проживали 776 осіб, з них 771 особа (99,4%) румунів. Рідною мовою 775 осіб (99,9%) назвали румунську.